# Westbad (Leipzig)

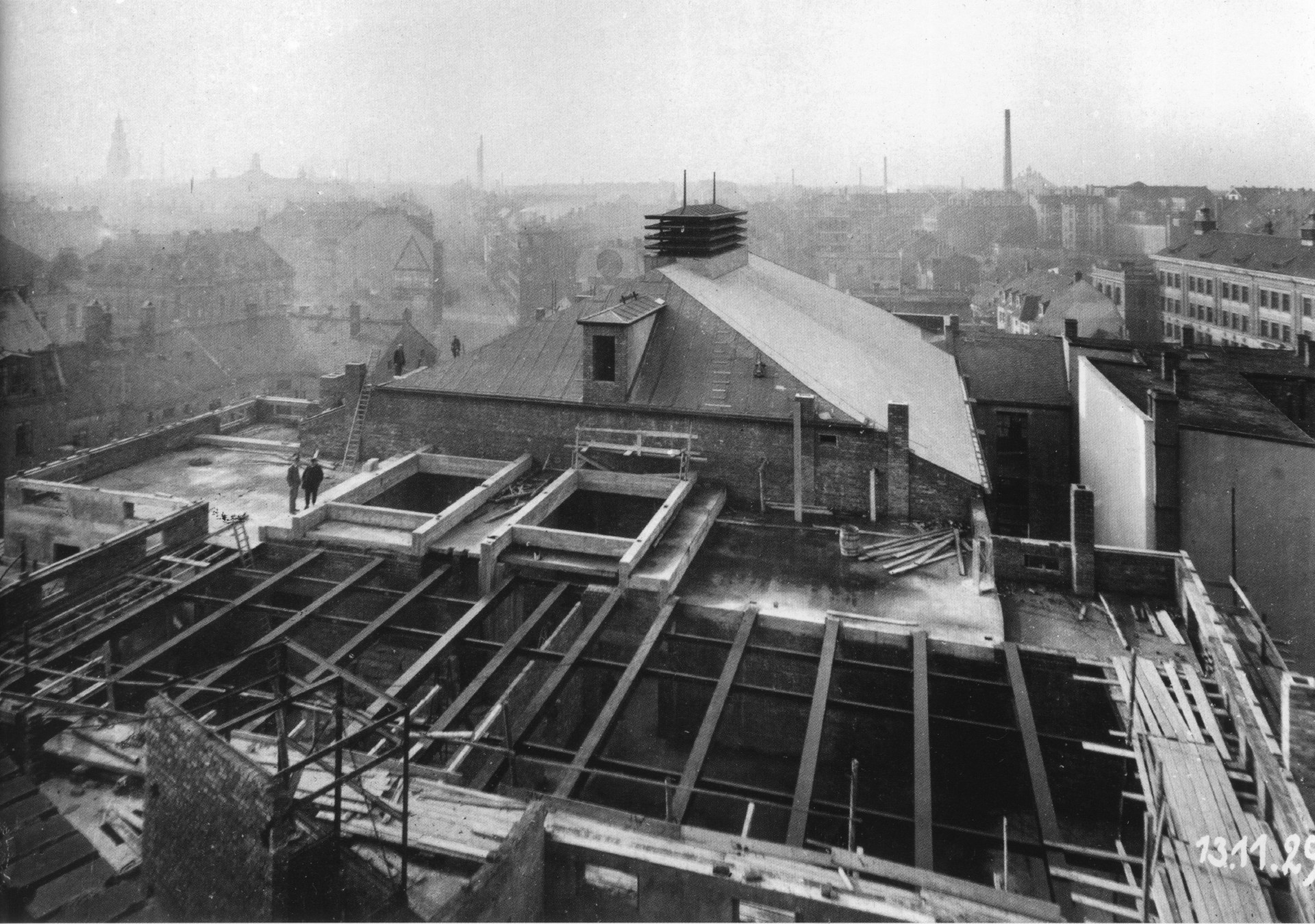
Baustelle Westbad, 1929

Das Westbad ist ein ehemaliges Schwimmbad im Leipziger Stadtteil Lindenau, welches zwischen 1928 und 1930 von Hubert Ritter erbaut wurde und heute als Mehrzweckgebäude und Veranstaltungsort dient. Das Gebäude in der Tradition eines Volksbades gilt als bedeutendes Beispiel für das Neue Bauen in Leipzig.

## Geschichte
Die Entwürfe für das Westbad stammen vom damaligen Leipziger Stadtbaurat Hubert Ritter, der gleichzeitig auch die Bauleitung übernahm. Als Standort wurde ein etwa 9.000 Quadratmeter großes Areal zwischen Odermann- und Marktstraße in Leipzig-Lindenau gewählt. Am 1. August 1928 wurde mit den Ausschachtungsarbeiten begonnen, am 18. Oktober des gleichen Jahres begannen die eigentlichen Bauarbeiten am Fundament. Im August 1930 wurde das Haus eröffnet, die Baukosten betrugen drei Millionen Reichsmark. Das Hallenbad stand sowohl für Freizeitaktivitäten als auch für Sportwettkämpfe zur Verfügung. Neben einem großen 25-Meter-Schwimmbecken mit Sprungtürmen waren im Gebäude unter anderem ein Lehrschwimmbecken, Brausebäder, eine medizinische Bäderabteilung, ein Gymnastik- sowie ein Saunabereich zu finden.

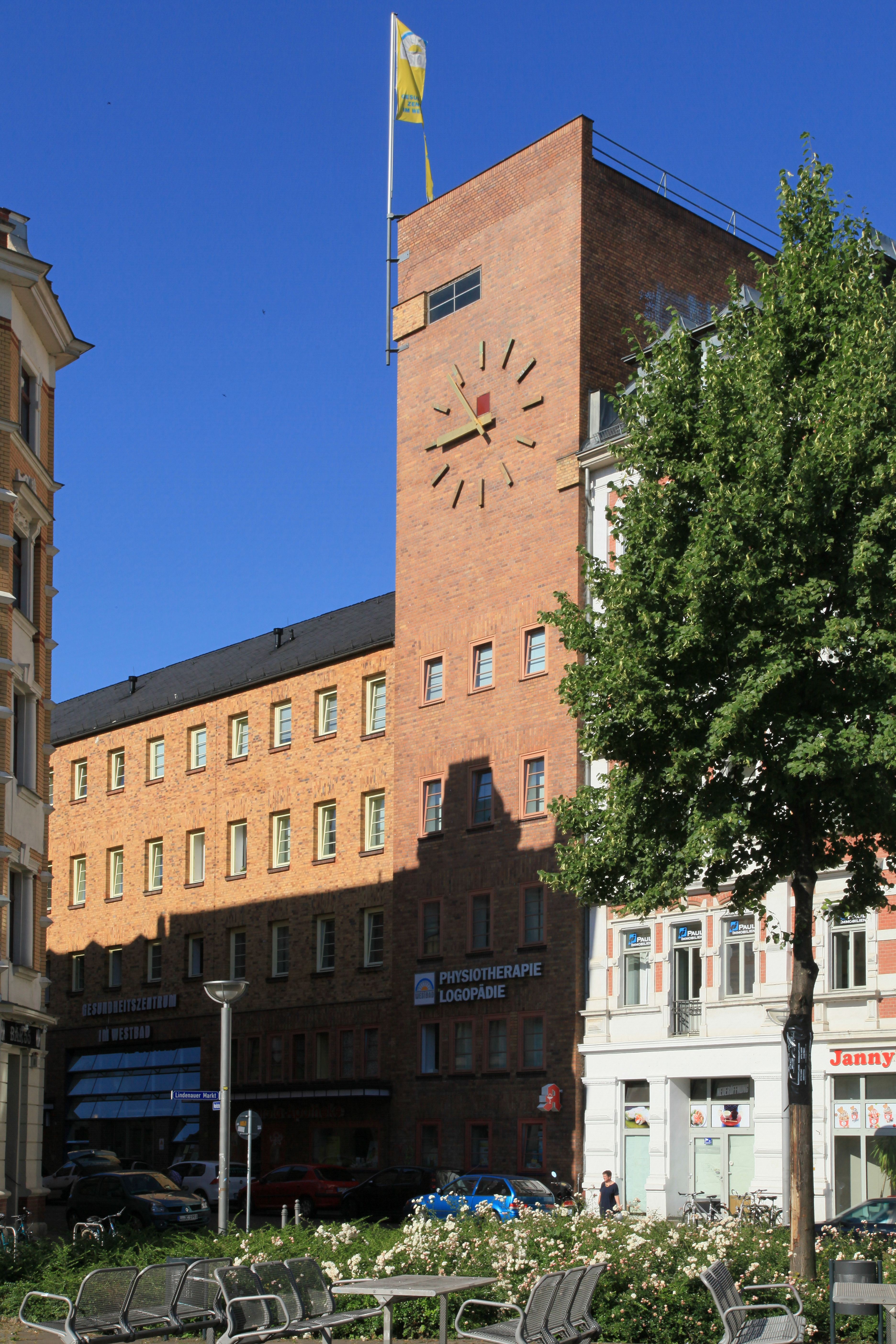
Westbad vom Lindenauer Markt aus gesehen, 2015

Die ersten Wettkämpfe in verschiedenen Disziplinen (Einzelstrecken in Schwimmen und Tauchen, Schwimmstaffeln) fanden vom 4. bis 5. Oktober 1930 im Hauptbecken statt. Der Einladung der Turn- und Sportgemeinde 1848 Lindenau zum 2. Goetz-Schwimmen in Leipzig zur Ehrung von Ferdinand Goetz folgten 40 örtliche Turn- und Sportvereine. Die deutsche Schwimmerin Gisela Schöbel-Graß stellte im Westbad am 9. Mai 1943 über 100 Meter Brust auf der Kurzbahn einen neuen Weltrekord auf. Mit der Zeit von 01:19,80 Minuten blieb sie als erste Schwimmerin weltweit unter der Zeit von 1:20 Minuten.
Ab den 1950er und 1960er Jahren diente das Bad zusätzlich der Ausbildung von Studenten der DHfK Leipzig und der örtlichen Ballettschule. In dieser Zeit wurden die Zuschauerplätze durch den ebenerdigen Einbau einer provisorischen Holztribüne erweitert. 1989 wurde der öffentliche Badebetrieb im Westbad eingestellt. In der ersten Hälfte der 1990er Jahre machten mehrere Fotoserien auf den zunehmenden Verfall des Westbades aufmerksam, unter anderem von Harald Kirschner. Der Autor und Publizist Karsten Kruschel schlug 1993 vor, das Haus auf vier Ebenen zu einem Spaß- und Freizeitbad mit Hotel- und Gastronomiebetrieb umzugestalten. Ab dem Jahr 2000 wurde durch ein Projektteam in Zusammenarbeit mit der Stadt Leipzig eine Konzeption für die Weiternutzung des Gebäudes erstellt. 2004 begannen die Rekonstruktionen der Fassaden und der Innenausbau. Heute dient das Gebäude auf Seite der Odermannstraße mit dem stillgelegten großen Becken als Veranstaltungszentrum, auf Seite der Marktstraße als Lokalität für kleinere Unternehmen, das ehemalige Lehrschwimmbecken wird weiter genutzt. Von Juli 2019 bis November 2020 wurde das Westbad als Interim für die Musikalische Komödie genutzt, dem Operettentheater standen im Saal des ehemaligen großen Beckens 480 Sitzplätze zur Verfügung.

## Bauliche Beschreibung des historischen Bades
Das sachlich-schlicht gestaltete Gebäude in Stahlbetonkonstruktion besitzt vier Etagen, das Erd- und drei Obergeschosse. Die Hauptfassade an der Odermannstraße ist nur in Erdgeschosshöhe mit einer Fensterreihe versehen, darüber ist sie geschlossen. Grund für diese Gestaltung der Fassade war die Befürchtung, dass die tiefstehende Abendsonne die Besucher des Bades blenden könne, gleichzeitig diente die Front als Schallschutz vor dem Straßenlärm.  Nach Eröffnung des Hauses wurde diese Klinker-Fassade volkstümlich als Klagemauer bekannt, das Gebäude wurde auch Lindenauer Jerusalem genannt. Ursprung für den Begriff Klagemauer war das Gedicht eines Lesers der Neuen Leipziger Zeitung, das am 24. November 1929 unter dem Titel Klagemauer von Lindenau veröffentlicht wurde.
Der zentrale Zugang befand sich unter anderem mit einer großen Eingangshalle, Umkleidekabinen und Zugang zum Treppenhaus auf Seite der am Lindenauer Markt gelegenen Marktstraße. Im Erdgeschoss befanden sich drei voneinander getrennte Eingänge für Badegäste, Schulklassen und Zuschauer, für die Belichtung der Eingangshalle wurde ein großes Fenster in Shed-Bauform verbaut. Großflächige schräg angebrachte Glasscheiben sorgten für einen natürlichen Lichteinfall in das Vestibül. Erdgeschoss und die darüber liegenden Etagen waren durch farblich unterschiedliche Klinker optisch voneinander getrennt.
Im etwa zwei Meter unter Straßenniveau gelegenen Sockel des Gebäudes befand sich ein Lehrschwimmbecken mit den Maßen 8 × 18 Metern. Das Hauptbecken im ersten Obergeschoss hatte eine Länge von 25 Metern, neben Startblöcken waren drei Sprungtürme (ein 3-Meter-Turm und zwei 1-Metertürme) installiert. Längs des Beckens gab es Zuschaueremporen auf drei Ebenen, an diesen Seiten war das große Becken mit großen und nahezu blendfreien Fenstern ausgestattet, die allerdings von den beiden Straßenfronten nicht zu sehen waren, da sie sich in der Süd- und Ostfassade in Innenhofrichtung befanden. Das kleinere Lehrschwimmbecken lag unmittelbar unter dem flachen Bereich des großen Beckens; wenn in letzterem Schwimm- und Sprungwettkämpfe stattfanden, wurde vom kleinen Becken Wasser in das Hauptbecken gepumpt, um dort die nötige Wassertiefe zu erreichen. In den beiden obersten Geschossen in Richtung Marktstraße waren unter anderem nach Geschlecht getrennt 64 Wannen-, 18 Brausebäder sowie die Sauna- und Gymnastikbereiche untergebracht.
Ebenfalls an der Marktstraße ist der Uhrenturm oder Uhrturm zu finden, der das Haus dort nördlich abschließt und das Gesamtbild des Lindenauer Marktes prägt. An dem horizontal und vertikal hervorstehenden Gebäudeteil ist die kubische Formensprache des Westbades erkennbar.